# Kanton Saint-Étienne-Sud-Ouest-1
Kanton Saint-Étienne-Sud-Ouest-1 (francouzsky Canton de Saint-Étienne-Sud-Ouest-1) je francouzský kanton v departementu Loire v regionu Rhône-Alpes. Tvoří ho jihozápadní část města Saint-Étienne.